# 국민연합 (프랑스)
국민연합(國民聯合, 프랑스어: Rassemblement National 라섬블루몽 나시오날[*], 약칭 RN)은 1972년 장 마리 르펜이 설립한 프랑스의 우익대중주의, 내셔널리즘 정당이다. 1972년 창당 초 군소 정당이었으며, 홀로코스트 부인 등 당 강령에 문제가 있었다. 극우 군소정당으로 출발했으나 2000년대 이후 유럽의회 의석과 프랑스 하원의석 등을 차지하였다.
본래 국민전선(Front National)으로 불렸으나 2018년 3월 11일 당수 마린 르펜은 당명을 '국민연합'으로 바꾸자고 제안했고, 전당대회에서 2018년 6월 1일 80.81% 득표로 '국민연합'으로 변경되었다. 2019년 3월 31일 브렉시트의 혼란과 2017년 대선에 패배하면서 강경한 프렉시트를 주장했다가 최근에는 극단적 프렉시트 노선을 철회하고 EU 개혁으로 바꾸면서 한발 물러섰다.

## 역사
1972년 창당 되었다. 2002년 프랑스 대통령 선거에서, 세간의 예상을 뒤엎고 사회당의 리오넬 조스팽을 낙선 시키고 자크 시라크와 2차 결선 투표에 진출한 바 있다. 국민전선 후보가 대선(大選) 결선 투표에 나온 것은 처음 있는 일이었다. 前당수 장마리 르펜, 그리고 1995년부터 10년 간 당의 2인자였던 브르노 골니시는 모두 홀로코스트 부인 혐의로 유죄 판결을 받은 바 있다.
2011년 1월 16일 장 마리 르 펜 전 당수의 딸 마린 르 펜이 새 당수가 되었다. 마린 르 펜은 아버지의 반유대주의에서 탈피하는 동시에 쉬운 문장으로 기성 정치권을 비판하는 등, 당의 지지율 상승에 기여했다는 평가를 받는다. 2013년 10월 한 여론조사에 의하면 국민전선은 대중운동연합, 프랑스 사회당을 제치고 창당 이후 첫 지지율 1위를 기록했다. 현재 중도 우파인 대중운동연합, 좌파인 프랑스 사회당에 이어 제 3당의 자리를 유지하고 있다.
2014년 9월 28일 상원의원 선거에서, 창당 후 처음으로 2명의 당선자를 냈다.
2015년 8월 20일에는 홀로코스트 관련 망언으로 물의를 빚었던 장마리 르 펜이 당 대표인 막내딸 마린 르 펜에 의해 퇴출 당했다.
하지만 르 펜은 2012년 대선에 이어 2017년 대선에 출마하였으나, 33.9%의 득표율을 얻어 에마뉘엘 마크롱에 밀려 낙선 하였고, 2017년 총선에서도 8.8%의 득표율을 얻어 8석만 얻고 대참패를 당했다. 이후 2017년 9월 27일 플로리안 필리퐁이 탈당하고, 필리퐁은 애국당을 창당하게 된다.
2018년 3월 11일 르 펜 당수가 국민전선의 당명을 국민연합으로 바꾸자고 제안하였고, 2018년 6월 1일 전당대회에서 전 당원 중 80.81%의 득표율을 얻고 국민전선의 이름을 국민연합으로 변경하였다.
2020년 2월 7일 국민연합 총재 마린 르펜이 유로뉴스 인터뷰에서 EU는 브렉시트에 더 많은 손해를 입었지만, 나는 프렉시트를 원하지 않는다고 대답했다. 기존의 EU 탈퇴 노선을 버리고 입장을 바꾼 것으로 보인다.
당 대회에서 27살의 청년인 조르당 바르델라 유럽의회 의원이 당원 85% 지지를 받아 새 대표로 선출됐다. 바르델라 대표는 프랑스가 세계의 호텔이 돼서는 안된다면서 반 이민 노선을 더욱 공고히 하였다.

## 정강(政綱)
통상적으로 극우정당으로 분류된다. 이에 대해 마린 르펜 당수는 「우리를 '극우'라고 부르는 것에 맞서 저항하겠다. 국민전선에 극우 딱지를 붙이면 명예훼손 혐의로 고소할 것」이라고 언명(言明)한 바 있다.
국민연합의 주요 정당 강령은 '전통적 가치 복원(낙태를 살인으로 이해하여 반대하는 로마 가톨릭 교회의 교리)', 외국인 이민 일부 제한(특히 이슬람권으로부터의), 주권 강화(EU나 다른 국제기구에 의해 프랑스의 주권이 일부 제한되는 것에 대한 반대), 사형제 부활 및 관세 유지 등이다.
장 마리 르펜 대표는 국민전선의 정책을 '외교는 우파, 경제는 좌파' 라고 칭한 적이 있다. 실제로 국민전선은 신자유주의를 반대하며 1980년대 기존 트로츠키주의자들을 흡수해 급속하게 지지율이 상승하기도 했다. 몇몇 정치 평론가들은 극좌파 정치인인 장뤼크 멜랑숑과 마린 르펜의 정책이 이민자 문제를 제외하면 별 차이점이 없다고 지적하기도 하였다.
친-이스라엘 성향이 강한 미국 대통령 도널드 트럼프와, 이스라엘이 지지하는 친-트럼프적이며 브렉시트를 강력히 지지하는 영국 극우 정치인 나이절 파라지, 그리고 네덜란드 극우 정치인 헤이르트 빌더르스는, 처음에는 장 마린 르 펜이 프랑스 이민자 제한 정책과 카톨릭 기본 교리 공약을 내세우면서, 영국처럼 프렉시트 투표를 실시하여 유럽 연합을 탈퇴하고, 유로에서 프랑으로 화폐를 바꾸는 등, 유럽에 회의적인 행보에 감탄하면서 르 펜을 지지했지만, 계속되는 당 내부에서 홀로코스트를 부정하는 망언이 나오는 사태가 잦아지고, 이스라엘과 가장 적대적인 시리아 정부를 노골적으로 지지하는 등, 계속되는 반-이스라엘 행보에 대한 베냐민 네타냐후 이스라엘 총리가 장 마리 르 펜에 대한 상당한 불쾌함을 표출하자마자, 지지를 철회하였다.
베냐민 네타냐후 이스라엘 총리와 로스차일드 가문은, 오바마의 이란 핵 합의를 복귀시키려고 미국 트럼프 행정부와 이란 정부의 어설픈 중재를 촉구하면서, 이스라엘을 이란에 다시 고립시켰던 에마뉘엘 마크롱 대통령에 대해 크게 실망하여, 프랑스 현 집권 전진! 정당 소속인 중도 정당에 대한 지지를 철회했으나, 영국 노동당 성향의 프랑스 사회당과 더불어, 프랑스 국민 연합 극우 정당 내부에서 홀로코스트 부정 발언 및, 2차 대전 나치 독일에 부역한 비시 프랑스의 총독이였던 필리프 페탱을 두둔하는 반유대주의적 행보들을 보이면서, 골란 고원 영토 분쟁 문제랑 레바논의 헤즈볼라 반군과 이란의 우방국이라는 이유로, 이스라엘과 가장 사이가 안 좋은 시리아의 바샤르 알 아사드 대통령을 노골적으로 지지하는 행보를 보이는 장 마린 르 펜 당수를 필리프 페탱 추종자라고 빗대면서 그녀에 대해 부정적인 시선을 가지고 있다.

## 역대 선거 결과

### 프랑스 국민의회
| 선거        | 1차 합계  | 1차 득표율 | 2차 합계  | 2차 득표율 | 의석 | 의석증감 |
| ----------- | --------- | ---------- | --------- | ---------- | ---- | -------- |
| 1973년 총선 | 108,616   | 0.5%       |           |            | 0    | 보합     |
| 1978년 총선 | 82,743    | 0.3%       |           |            | 0    | 보합     |
| 1981년 총선 | 44,414    | 0.2%       |           |            | 0    | 보합     |
| 1986년 총선 | 2,699,307 | 9.8%       |           |            | 35   | 35석     |
| 1988년 총선 | 2,353,466 | 9.8%       |           |            | 1    | 34석     |
| 1993년 총선 | 3,155,702 | 12.7%      | 1,168,143 | 5.8%       | 0    | 1석      |
| 1997년 총선 | 3,791,063 | 14.9%      | 1,435,186 | 5.7%       | 1    | 1석      |
| 2002년 총선 | 2,873,390 | 11.1%      | 393,205   | 1.9%       | 0    | 1석      |
| 2007년 총선 | 1,116,136 | 4.3%       | 17,107    | 0.1%       | 0    | 보합     |
| 2012년 총선 | 3,528,373 | 13.6%      | 842,684   | 3.66%      | 2    | 2석      |
| 2017년 총선 | 2,990,454 | 13.4%      | 1,590,858 | 8.8%       | 8    | 6석      |

### 대통령 선거
| 선거        | 후보         | 1차 합계  | 1차 득표율 | 2차 합계   | 2차 득표율 |
| ----------- | ------------ | --------- | ---------- | ---------- | ---------- |
| 1974년 대선 | 장마리 르 펜 | 190,921   | 0.8%       |            |            |
| 1981년 대선 |              |           |            |            |            |
| 1988년 대선 | 장마리 르 펜 | 4,376,742 | 14.4%      |            |            |
| 1995년 대선 | 장마리 르 펜 | 4,570,838 | 15.0%      |            |            |
| 2002년 대선 | 장마리 르 펜 | 4,804,713 | 16.9%      | 5,525,032  | 17.8%      |
| 2007년 대선 | 장마리 르 펜 | 3,834,530 | 10.4%      |            |            |
| 2012년 대선 | 마린 르 펜   | 6,421,426 | 17.9%      |            |            |
| 2017년 대선 | 마린 르 펜   | 7,658,990 | 21.43%     | 10,638,475 | 33.9%      |

### 지방의회 선거
| 선거        | 1차 합계  | 1차 득표율 | 2차 합계  | 2차 득표율 | 의석 |
| ----------- | --------- | ---------- | --------- | ---------- | ---- |
| 1986년 총선 | 2,654,390 | 9.7%       |           |            | 137  |
| 1992년 총선 | 3,396,141 | 13.9%      |           |            | 239  |
| 1998년 총선 | 3,270,118 | 15.3%      |           |            | 275  |
| 2004년 총선 | 3,564,064 | 14.7%      | 3,200,194 | 12.4%      | 156  |
| 2010년 총선 | 2,223,800 | 11.4%      | 1,943,307 | 9.2%       | 118  |
| 2015년 총선 | 6,018,672 | 27.73%     | 6,820,147 | 27.10%     | 356  |

### 유럽 의회선거
| 년도   | 합계      | 득표율 | 의석    | 순위 |
| ------ | --------- | ------ | ------- | ---- |
| 1984년 | 2,210,334 | 11.0%  | 10 / 81 | 4    |
| 1989년 | 2,129,668 | 11.7%  | 10 / 81 | 3    |
| 1994년 | 2,050,086 | 10.5%  | 11 / 87 | 5    |
| 1999년 | 1,005,113 | 5.7%   | 5 / 87  | 8    |
| 2004년 | 1,684,792 | 9.8%   | 7 / 78  | 4    |
| 2009년 | 1,091,691 | 6.3%   | 3 / 74  | 6    |
| 2014년 | 4,712,461 | 24.86% | 24 / 74 | 1    |
| 2019년 | 5,286,939 | 23.34% | 21 / 79 | 1    |

## 역대 당수
| #    | 이름             | 재임 기간                         | 년도 | 주석 및 기타 |
| ---- | ---------------- | --------------------------------- | ---- | ------------ |
| 1대  | 장마리 르 펜     | 1973년 10월 5일 ~ 2011년 1월 15일 | 39년 |              |
| 2대  | 마린 르 펜       | 2011년 1월 16일 ~ 2017년 4월 24일 | 6년  |              |
| 임시 | 장 프랑수아 자크 | 2017년 4월 25일 ~ 2017년 4월 28일 | 4일  |              |
| 임시 | 스티브 브리오아  | 2017년 4월 28일 ~ 2017년 5월 15일 | 18일 |              |
| 3대  | 마린 르 펜       | 2017년 5월 15일 ~                 |      |              |

## 같이 보기
- 신국민주의